# Active Server Pages
ASP (Active Server Pages) je skriptovací platforma společnosti Microsoft, primárně určená pro dynamické zpracování webových stránek na straně serveru. Její nástupce, ASP.NET, lze chápat jako širší a komplexnější technologii, která se od ASP v mnoha ohledech fundamentálně liší.
Na správně nakonfigurovaném serveru (většinou je to IIS) se webová stránka s příponou .asp před odesláním klientovi, který si ji vyžádal, zpracuje (tj. pošle se výsledek toho, co vygeneroval interpret ASP kódu, zavolaný s vyžádanou stránkou jako parametrem).
Programovací jazyky, které se u ASP používají, jsou VBScript a JScript. ASP.NET podporuje přes 20 jazyků.
Příklad kódu na serveru:
```
<%

For
 
i
 
=
 
1
 
To
 
6
 
Step
 
1

    
Response
.
Write
 
"<h"
 
&
 
i
 
&
 
">Nadpis velikosti "
 
&
 
i
 
&
 
"</h"
 
&
 
i
 
&
 
">"

Next

%>

```

Klientovi se v tomto případě odešle pouze HTML:
```
<h1>Nadpis velikosti 1</h1>
<h2>Nadpis velikosti 2</h2>
<h3>Nadpis velikosti 3</h3>
<h4>Nadpis velikosti 4</h4>
<h5>Nadpis velikosti 5</h5>
<h6>Nadpis velikosti 6</h6>

```

ASP je objektově založený, nikoli objektově orientovaný, má definováno několik základních tříd s jejich atributy a metodami, ale nové třídy nelze vytvářet nebo odvozovat. Např. třída Request v sobě uchovává parametry předané v URL (metodou GET) nebo poslané ve formuláři (metodou POST), třída Response řídí výstup skriptu do výsledné generované stránky.

## Verze
ASP a ASP.NET bylo zatím vydáno v 6 hlavních verzích:
- ASP verze 1.0 (distribuováno s IIS 3.0) v prosinci 1996
- ASP verze 2.0 (distribuováno s IIS 4.0) v září 1997
- ASP verze 3.0 (distribuováno s IIS 5.0) v listopadu 2000
- ASP.NET verze 1.0 (součást rozhraní .NET Framework) v lednu 2002
- ASP.NET verze 1.1 v dubnu 2003
- ASP.NET verze 2.0 v listopadu 2005
- ASP.NET verze 3.0 (spíše jen vylepšení verze .NET 2.0) v únoru 2006
- ASP.NET verze 3.5 v listopadu 2007
- ASP.NET verze 3.5 Service Pack 1 v srpnu 2008
- ASP.NET verze 4.0 duben 2010
- ASP.NET verze 4.5 srpen 2012